# Paul Avenel
Paul Avenel, född 1823 och död 1902 var en fransk författare.
Utom talrika skådespel skrev Avenel vaudeviller och politiska dikter (de senare samlade i Chants et chansons, 1880). Hans historiska roman Le roi de Paris (1860) väckte på sin tid ett visst uppseende.